# Пюкрей
Пюкре́й (рос. Пюкрей, чув. Пӳкри) — присілок у складі Шумерлинського району Чувашії, Росія. Входить до складу Юманайського сільського поселення.
Населення — 33 особи (2010; 51 у 2002).
Національний склад:
- чуваші — 100 %